# Friedrich Hitzig

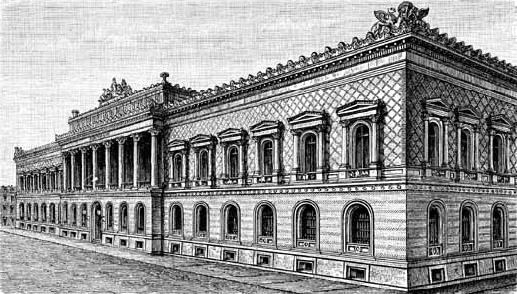
Riksbanksbyggnaden i Berlin

Georg Friedrich Heinrich Hitzig, född 8 november 1811 i Berlin, död där 11 oktober 1881, var en tysk arkitekt, son till Julius Eduard Hitzig, far till Eduard Hitzig.
Hitzig studerade under Karl Friedrich Schinkel och i Paris, Italien och Orienten. Han var en energisk, smidig och mångsidig byggkonstnär, utförde en mängd privatbyggnader i Berlin och gav genom sina många villor i Tiergartenkvarteren denna stadsdel dess karaktär. Med all rätt bär en av gatorna i dessa kvarter hans namn. Utanför Berlin byggde han bl.a. Palazzo Revoltella i Trieste och Kronenbergska palatset i Warszawa. Hans förnämsta verk i Berlin är börsen (1859-64, i renässans med sandstensfasad, förstört 1945), riksbanken (likaledes i renässans av tegel och sandsten), den provisoriska riksdagsbyggnaden, ombyggnaden av tyghuset till en Ruhmeshalle och Polytechnikum i Charlottenburg. Hitzig var från 1875 president i Konstakademien.